# Groeve Zeven Wegen

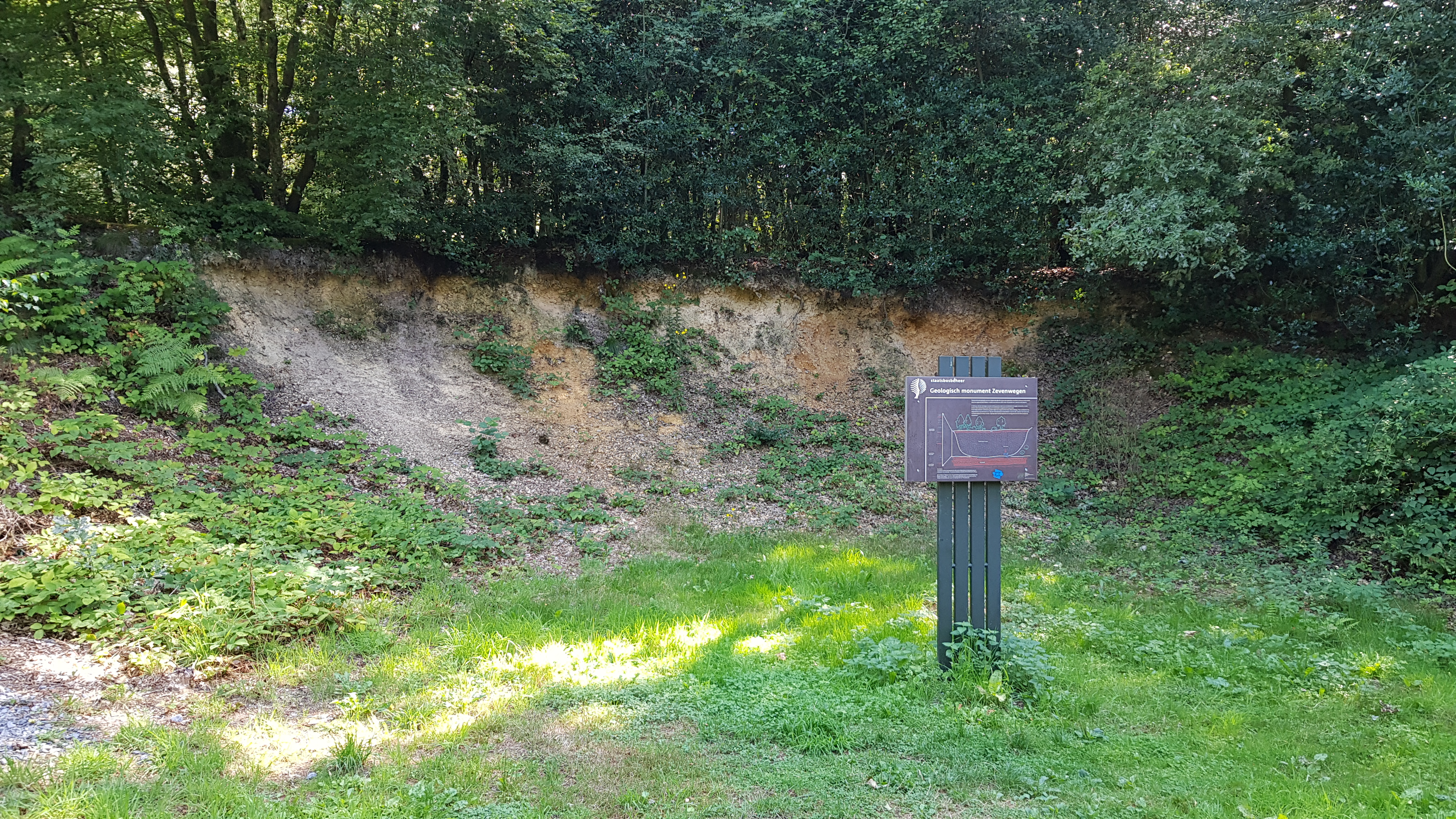
Groeve Zeven Wegen

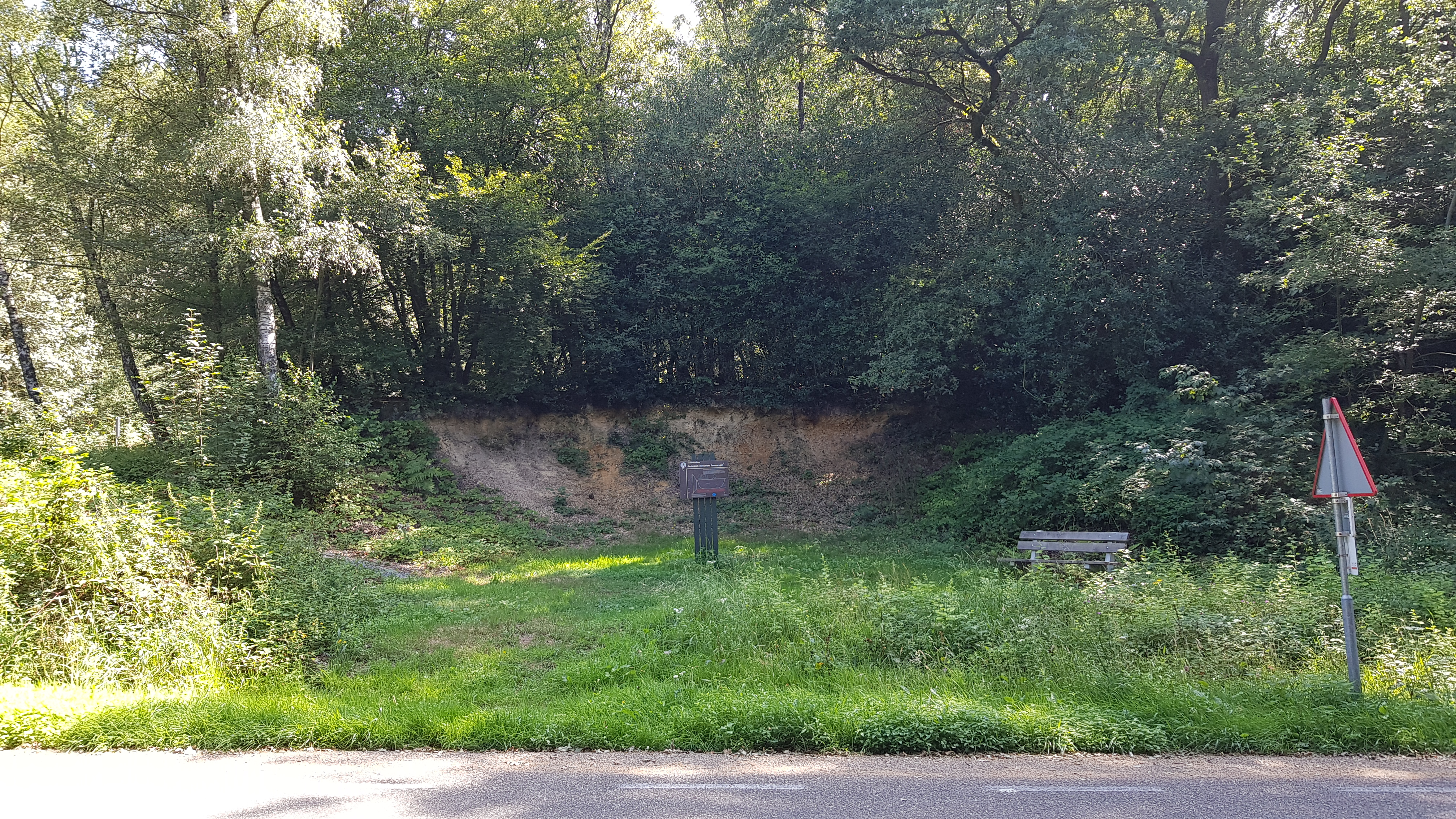
Groeve Zeven Wegen

De Groeve Zeven Wegen, ook Geologisch monument Zevenwegen of Vuursteenafzetting Zevenwegen, is een groeve en geologisch monument in de gemeente Vaals in Nederlands Zuid-Limburg. De groeve ligt in het zuidwesten van het Vijlenerbos op het Plateau van Vijlen. Het ligt bij de plek Zevenwegen, een karakteristieke plek van het Vijlenerbos. Vlak bij het monument ligt ook de splitsing van de Eperbaan met de Zevenwegenweg.
In de buurt ligt ook het Geologisch monument Zandsteenblokken.

## Geologie
In de periode van het Krijt was het gebied van Zuid-Limburg voor een bepaalde tijd overstroomd en bevond zich hier een Krijtzee. In die tijd werd er hier een sedimentpakket van 300 meter dik afgezet bestaande uit klei, zand en kalk. Dit pakket van kalksteen bestond uit (van oud naar jong) de Kalksteen van Vijlen, de Kalksteen van Lixhe, de Kalksteen van Lanaye.
Als gevolg van erosie was de Tertiaire zandbedekking verdwenen en kwam de kalksteen bloot te liggen. Door de eeuwen heen verdween een groot deel van de kalksteen, bijvoorbeeld door oplossing onder invloed van regenwater dat door de bodem sijpelde. Hierdoor verdween er een ongeveer 55 meter dik pakket aan kalksteen. Het eluvium in al die kalksteenlagen loste niet op en bleef achter in de bodem als vuursteeneluvium, bestaande uit vuurstenen, leem en zand.
Boven op het vuursteeneluvium is gedurende duizenden jaren door de wind (in een eolisch proces) een lösspakket uit het Laagpakket van Schimmert afgezet.
Door de oplossing van de kalksteen zijn er in het bos op vele plekken geologische orgelpijpen ontstaan. Aan de bovenkant zien deze eruit als schotelvormige inzinkingen.
In het vuursteeneluvium worden regelmatig verkiezelde fossielen aangetroffen, waarvan de zee-egel Echinocorys sp. de bekendste is.